# Vic De Wachter
Vic De Wachter (Bonheiden, 7 augustus 1951) is een Vlaams acteur.

## Loopbaan
De Wachter heeft naast een rijke theatercarrière ook meegespeeld in meerdere films en televisieseries. Daarnaast is hij ook bekend als voice-over voor documentaires en reclamespotjes.
Hij was verbonden aan Arca, de Blauwe Maandag Compagnie en het Toneelhuis in stukken als Zomergasten, Meneer Paul, Ten Oorlog, Franciska, Oom Vanja, Mefisto for ever, Atropa en Wolfskers.
In 1990 ontving hij in Nederland de VSCD Arlecchino-prijs voor zijn rol als Basov in Zomergasten.
Op televisie had hij onder meer een hoofdrol in Niet voor publikatie, Sedes & Belli, Windkracht 10 en Kinderen van Dewindt. Sinds 2001 is De Wachter ook de vaste verteller in de afleveringen en films van Studio 100-productie Piet Piraat.
Sinds 1982 heeft hij een relatie met actrice Gilda De Bal.

## Werk als acteur of stemacteur/voice-over

### Film
- Toy Story (1995) - Buzz Lightyear
- De klokkenluider van de Notre Dame (1996) - Phoebus
- De prins van Egypte (1998) - Ramses (zang)
- Mulan (1998) - voorvader en Shang Yu
- Tarzan (1999) - Clayton
- Toy Story 2 (1999) - Buzz Lightyear
- Monsters en co. (2001) - Sullivan
- Shrek (2001) - Lord Farquaad
- Atlantis: De Verzonken Stad (2002) - Rourke
- Piratenplaneet (2002) - Silver
- Spirit: Stallion of the Cimarron (2002) - stem de Kolonel
- De Zaak Alzheimer (2003) - Joseph Vlerick
- Piet Piraat en de betoverde kroon (2005) - verteller
- De Indringer (2005) - Nivek
- Vleugels (2006) - Fons
- Cars (2006) - Chick Hicks
- Windkracht 10: Koksijde Rescue (2006) - Bob Govaerts
- Piet Piraat en het vliegende schip (2006) - Verteller
- Ratatouille (2007) - stem Gusteau
- Horton Hears a Who! (2008) - Verteller
- Toy Story 3 (2010) - Buzz Lightyear
- Allez, Eddy! (2012) - Sportvoorzitter
- K3 Bengeltjes (2012) - stem Karen
- Het vonnis (2013) - Minister van Justitie
- Let me survive (2013) - Smet
- Bowling Balls (2014) - Robert Derover
- Patser (2018) - Commissaris
- Ralph Breaks the Internet (2018) - Buzz Lightyear
- Torpedo (2019) - Kapitein Maes
- Toy Story 4 (2019) - Buzz Lightyear
- Waar is het Grote Boek van Sinterklaas? (2019) - Kerstman
- Nr. 10 (2021) - Fritz
- De zonen van Van As - De cross (2022) - Roland
- Het geheugenspel (2023) - Alain Deridder

### Televisieseries
- Assisen (2023) - Henri Indria
- De Bunker (2022) - Michel Lefever
- De Anderhalve Meter Show (2020) - Vic de Wachter
- Gevoel voor tumor (2018) - Marcel
- Connie & Clyde (2018)
- Tabula Rasa (2017) - Stem in filmfragment
- Gent-West (2017) - Vincent Jacobs
- ROX (2015) - Jaz
- Vossenstreken (2015) - Ludo Mannaert
- Amateurs (2014) - Frank De Ruyter
- Lang Leve... (2013) - Vader van Natalia
- Salamander (2013) - Gil Wolfs
- Wolven (2013) - Baron de Coeberghe
- Aspe (2012) - Ari Kahn
- Danni Lowinski (2012) - Rudy Deburghgraeve
- Quiz Me Quick (2012) - Raymond
- Het goddelijke monster (2011) - Yves Chevalier-de Vilder
- Rang 1 (2011-2012) - Wilfried Sterckx
- Zone Stad (2010) - kapper
- Dag & Nacht: Hotel Eburon (2010) - Ludo
- Witse (2009) - Tony Verbruggen
- Click-ID (2009) - George Verdonck
- De Smaak van De Keyser (2008-2009) - de oude George Reeckmans
- Kika en Bob (2008) - stem Bob
- Neveneffecten - voice-over
- Katarakt (2007) - bankdirecteur Vets
- Sprookjes (2006) - koning, aflevering Het Ganzenhoedstertje
- Witse (2006) - Jozef Minne
- Tatort (2006) - Jan Siemers
- Aspe (2006) - Eric Desmet
- Kinderen van Dewindt (2005) - Karel Dewindt
- Matroesjka's (2005) - Remi
- Team Spirit II (2005) - Paul Schouten
- De ordening (2003) - Shumacher
- The Fairytaler (2003-2005) - stem verschillende personages
- Team Spirit (2003) - Paul Schouten
- Flikken (2003) - Michel Van Den Wijngaert
- Sedes & Belli (2002) - Vic Moens
- Piet Piraat (2001-heden) - verteller/voice-over
- Wilhelmina (2001) - Prins Hendrik
- Engeltjes (1999) - chirurg
- De Raf en Ronny Show (1999, 2001) - Pètrick Mertens
- Windkracht 10 (1997) - Bob Govaerts
- Kulderzipken (1997) - broer van koning Jozef
- De avonturen van Kuifje (1993-1995) - overige stemmen
- Niet voor publikatie (1991, 1994) - Tony Verbruggen

#### Voice-overs
Onder meer:
- Walking with Dinosaurs (1999) - Nederlandstalige versie
- Planet Earth II (2016) - Nederlandstalige versie
- Blue Planet II (2017) - Nederlandstalige versie
- Influencers (2020) - begingeneriek

- Bibliothèque nationale de France: cb155948749 (data)
- Gemeinsame Normdatei: 1062369424
- International Standard Name Identifier: 0000 0003 7188 167X
- MusicBrainz: b63302cf-e1c7-42de-81ab-1d217de7aee0
- Virtual International Authority File: 17544752
- WorldCat: E39PBJjdhPtYGCqpVPV8B3DQbd